# Ji Do Kwan
Ji Do Kwan  (Jidokwan, Chee Do Kwan) of ‘School voor de Weg van Wijsheid' (지도관/智道館) is de naam van een Kwan: een Koreaanse ‘school’ voor vechtkunsten. Tijdens de Japanse bezetting van Korea waren dit alleen het door de bezetters alleen toegestane Yudo (Judo) en Gumdo (Kendo). Na de Japanse bezetting ontstond er in Korea een hernieuwde belangstelling voor de traditionele vechtkunsten en diverse scholen (kwans) werden er ge(her)opend. In de Yun Moo Kwan, een judo-school sinds 1931, later Ji Do Kwan genoemd, werd op 3 maart 1946 gestart met Kong Soo Do, gedoceerd door Chung San Sup (student van Okinawa Karate grootmeester Gichin Funakoshi), en Kwon Bup (Kung Fu/Kempo) door Yoon In Byung (student van Toyama Kanken: Karate & Chuan Fa grootmeester).

## Van Martial Art naar wedstrijdsport
1. Kong Soo Do (Koreaans Karate): Tijdens de Japanse bezetting van Korea (1910-1945) leerden enkele Koreanen (studenten, dwangarbeiders) in Japan het Okinawa Karate. Na hun terugkeer in Korea werd het gecombineerd met de traptechnieken van het benenspel Tae Kyon. Kong Soo Do wordt in Korea ook Tang Soo Do genoemd wat beter de oorsprong van deze vechtkunst weer geeft. Het betekent letterlijk: ‘Lege’ of ‘Ongewapende Hand uit China ten tijde van de Tang dynastie (618-907)', een periode van culturele opbloei in China en haar buurlanden. De meest beoefende sets zijn: Ki Cho, Pyung Ahn 1-5, Kwon Do Jang, Jindo, Woonsoo, Saam Chin, etc.
2. Taekwondo 
De niet inheemse vechtkunst Kong Soo Do verdween bijna omdat de Zuid-Koreanen hun eigen vechtsport wilden hebben. Na 1955 smolten 8 verschillende scholen waaronder Jidokwan samen tot 1 nieuw ontwikkeld Koreaanse vechtsysteem die eerst Tae Soo Do werd genoemd en later Taekwondo, wat 'De Weg van de Voet en Vuist' betekent. O.l.v. van Choi Hong-hi ontstond het I.T.F.-Taekwondo-systeem en o.l.v. Chong Wong Lee ontstond het W.T.F.-Taekwondo dat uiteindelijk een Olympische wedstrijdsport werd. Beide systemen kennen hun eigen nieuw ontwikkelde stijlvormen, 'Hyungs', 'Tuls' of 'Poomsae's' genaamd

## Jidokwan-Kong Soo Do
In de eerste jaren was de Ji Do Kwan school o.l.v. Dr. Yoon Kwei Byung (7e Dan Shito-Ryu), een copie van het Japanse Karate. Onder zijn leiding werd Ji Do Kwan de grootste en voornaamste Martial Art school in Zuid-Korea. Samen met een andere kwan, de Moo Duk Kwan o.l.v. Hwang Kee, was Dr. Yoon tegen de kwans-eenheids akte van de militaire leiding en Koreaanse politici, die in 1965 wilden dat alle kwans hun vechtkunsten onder 1 noemer moesten gaan doceren, namelijk "Tae Kwon Do" ('De Weg van de Hand en Voet'). Ji Do Kwan en Moo Duk Kwan werkten enkele jaren samen in een eigen organisatie (Soo Bahk Do Association) en organiseerden de 'Goodwill Competitions' met Karate-scholen in Japan. Zowel Ji Do Kwan als Moo Duk Kwan kregen een gevoelige klap te verwerken nadat een deel van hun scholen zich afsplitsten en alsnog aansloten bij de Taekwondo-organisaties. Toch bleven Dr. Yoon Kwei Byung en Hwang Kee tot aan hun overlijden respectievelijk Kong Soo Do/Tang Soo Do onderwijzen en weigerden op te gaan in de Taekwondo-sport.

## Vechtkunst of Vechtsport
De verplichtstelling van de naam Tae Kwon Do in Korea leidde tot twee richtingen van Ji Do Kwan:
1. Traditioneel Ji Do Kwan,  doceert de klassieke -eeuwenoude-  vechtkunst Kong Soo Do, waarbij het accent op zelfverdediging en de achterliggende spirituele filosofie (Mudo: 'De Weg van de Krijger') ligt. Slechts enkele Koreaanse grootmeesters, de meesten geëmigreerd naar de USA, zijn deze traditionele manier van onderricht trouw gebleven omdat zij niet geloven in de beoefening van Martial Arts als een sport.
2. Ji Do Kwan - Taekwondo, die de nieuw gemaakte -moderne- stijlvormen (ITF/WTF) ging hanteren en van een vechtkunst veranderde in een (Olympische) vechtsport waarbij wedstrijdresultaten belangrijker zijn dan filosofische achtergrond en spirituele vorderingen. De meerderheid van de hedendaagse "Jidokwan"-scholen behoort tot deze categorie.